# Andrew Mwesigwa
Andrew Mwesigwa est un footballeur ougandais né le 24 avril 1984 à Kamuli. Il évolue au poste de défenseur avec le FC Ordabasy Chymkent.

## Carrière
- 2002-2005 : Kampala City ( Ouganda)
- 2006-2009 : ÍB Vestmannaeyja ( Islande)
- 2010 : Chongqing Lifan ( Chine)
- 2011-201. : FC Ordabasy Chymkent ( Kazakhstan)[1],[2]

## Palmarès
- Vainqueur de la Coupe d'Ouganda en 2004
- Vainqueur de la Coupe du Kazakhstan en 2011
- Vainqueur de la Supercoupe du Kazakhstan en 2012